# Élections législatives de 2017 dans le Cher
Les élections législatives françaises de 2017 se déroulent les 11 et 18 juin 2017. Dans le département du Cher, trois députés sont à élire dans le cadre de trois circonscriptions.

## Élus
| Circonscription                                 | Député sortant | Parti | Parti    | Député élu ou réélu        | Parti | Parti |
| ----------------------------------------------- | -------------- | ----- | -------- | -------------------------- | ----- | ----- |
| 1re                                             | Yves Fromion*  |       | LR       | François Cormier-Bouligeon |       | LREM  |
| 2e                                              | Nicolas Sansu  |       | FG (PCF) | Nadia Essayan              |       | MoDem |
| 3e                                              | Yann Galut     |       | PS       | Loïc Kervran               |       | LREM  |
| * député sortant ne se représentant pas en 2017 |                |       |          |                            |       |       |

## Résultats

### Résultats à l'échelle du département
|                                          |                                      |                           |                           |                          |                          |
|                                          |                                      | Premier tour 11 juin 2017 | Premier tour 11 juin 2017 | Second tour 18 juin 2017 | Second tour 18 juin 2017 |
|                                          |                                      |                           |                           |                          |                          |
|                                          |                                      | Nombre                    | % des inscrits            | Nombre                   | % des inscrits           |
| Inscrits                                 | Inscrits                             | 228 850                   | 100,00                    | 228 860                  | 100,00                   |
| Abstentions                              | Abstentions                          | 115 523                   | 50,48                     | 127 422                  | 55,68                    |
| Votants                                  | Votants                              | 113 327                   | 49,52                     | 101 438                  | 44,32                    |
|                                          |                                      |                           | % des votants             |                          | % des votants            |
| Bulletins blancs                         | Bulletins blancs                     | 2 545                     | 2,25                      | 8 636                    | 8,51                     |
| Bulletins nuls                           | Bulletins nuls                       | 746                       | 0,66                      | 3 172                    | 3,13                     |
| Suffrages exprimés                       | Suffrages exprimés                   | 110 036                   | 97,10                     | 89 630                   | 88,36                    |
|                                          |                                      |                           |                           |                          |                          |
| Étiquette politique                      | Étiquette politique                  | Voix                      | % des exprimés            | Voix                     | % des exprimés           |
|                                          |                                      |                           |                           |                          |                          |
|                                          | La République en marche              | 26 680                    | 24,25                     | 33 172                   | 37,01                    |
|                                          | Front national                       | 16 843                    | 15,31                     |                          |                          |
|                                          | Les Républicains                     | 12 032                    | 10,93                     | 11 996                   | 13,38                    |
|                                          | Parti socialiste                     | 11 837                    | 10,76                     | 17 135                   | 19,12                    |
|                                          | Mouvement démocrate                  | 10 794                    | 9,81                      | 14 366                   | 16,03                    |
|                                          | Parti communiste français            | 9 311                     | 8,46                      | 12 961                   | 14,46                    |
|                                          | La France insoumise                  | 8 933                     | 8,12                      |                          |                          |
|                                          | Union des démocrates et indépendants | 4 599                     | 4,18                      |                          |                          |
|                                          | Divers                               | 3 426                     | 3,11                      |                          |                          |
|                                          | Écologiste                           | 3 109                     | 2,83                      |                          |                          |
|                                          | Extrême gauche                       | 1 250                     | 1,14                      |                          |                          |
|                                          | Debout la France                     | 1 222                     | 1,11                      |                          |                          |
| Source : Ministère de l'Intérieur - Cher |                                      |                           |                           |                          |                          |

### Résultats par circonscription

#### Première circonscription
Député sortant : Yves Fromion (Les Républicains).
|                                                                      |                                                        |                           |                           |                          |                          |
|                                                                      |                                                        | Premier tour 11 juin 2017 | Premier tour 11 juin 2017 | Second tour 18 juin 2017 | Second tour 18 juin 2017 |
|                                                                      |                                                        |                           |                           |                          |                          |
|                                                                      |                                                        | Nombre                    | % des inscrits            | Nombre                   | % des inscrits           |
| Inscrits                                                             | Inscrits                                               | 72 545                    | 100,00                    | 72 563                   | 100,00                   |
| Abstentions                                                          | Abstentions                                            | 35 762                    | 49,30                     | 40 835                   | 56,28                    |
| Votants                                                              | Votants                                                | 36 783                    | 50,70                     | 31 728                   | 43,72                    |
|                                                                      |                                                        |                           | % des votants             |                          | % des votants            |
| Bulletins blancs                                                     | Bulletins blancs                                       | 844                       | 2,29                      | 3 394                    | 10,70                    |
| Bulletins nuls                                                       | Bulletins nuls                                         | 186                       | 0,51                      | 941                      | 2,97                     |
| Suffrages exprimés                                                   | Suffrages exprimés                                     | 35 753                    | 97,20                     | 27 393                   | 86,34                    |
|                                                                      |                                                        |                           |                           |                          |                          |
| Candidat Étiquette politique (partis et alliances)                   | Candidat Étiquette politique (partis et alliances)     | Voix                      | % des exprimés            | Voix                     | % des exprimés           |
|                                                                      |                                                        |                           |                           |                          |                          |
|                                                                      | François Cormier-Bouligeon La République en marche     | 12 977                    | 36,30                     | 15 397                   | 56,21                    |
|                                                                      | Wladimir d'Ormesson Les Républicains                   | 7 393                     | 20,68                     | 11 996                   | 43,79                    |
|                                                                      | Jean-René Coueille Front national                      | 4 981                     | 13,93                     |                          |                          |
|                                                                      | Frédéric Renard La France insoumise                    | 4 793                     | 13,41                     |                          |                          |
|                                                                      | Céline Bezoui Parti socialiste                         | 2 501                     | 7,00                      |                          |                          |
|                                                                      | Françoise Pouzet Europe Écologie Les Verts             | 1 181                     | 3,30                      |                          |                          |
|                                                                      | Laurent Sorcelle Union des démocrates et indépendants  | 1 095                     | 3,06                      |                          |                          |
|                                                                      | Sylvie Cerveau Lutte ouvrière                          | 463                       | 1,29                      |                          |                          |
|                                                                      | Romain Guillaume Divers (Union populaire républicaine) | 369                       | 1,03                      |                          |                          |
| Source : Ministère de l'Intérieur - Première circonscription du Cher |                                                        |                           |                           |                          |                          |

#### Deuxième circonscription
Député sortant : Nicolas Sansu (Parti communiste français).
|                                                                      |                                                                         |                           |                           |                          |                          |
|                                                                      |                                                                         | Premier tour 11 juin 2017 | Premier tour 11 juin 2017 | Second tour 18 juin 2017 | Second tour 18 juin 2017 |
|                                                                      |                                                                         |                           |                           |                          |                          |
|                                                                      |                                                                         | Nombre                    | % des inscrits            | Nombre                   | % des inscrits           |
| Inscrits                                                             | Inscrits                                                                | 70 124                    | 100,00                    | 70 141                   | 100,00                   |
| Abstentions                                                          | Abstentions                                                             | 36 804                    | 52,48                     | 39 698                   | 56,60                    |
| Votants                                                              | Votants                                                                 | 33 320                    | 47,52                     | 30 443                   | 43,40                    |
|                                                                      |                                                                         |                           | % des votants             |                          | % des votants            |
| Bulletins blancs                                                     | Bulletins blancs                                                        | 645                       | 1,94                      | 2 181                    | 7,16                     |
| Bulletins nuls                                                       | Bulletins nuls                                                          | 220                       | 0,66                      | 935                      | 3,07                     |
| Suffrages exprimés                                                   | Suffrages exprimés                                                      | 32 455                    | 97,40                     | 27 327                   | 89,76                    |
|                                                                      |                                                                         |                           |                           |                          |                          |
| Candidat Étiquette politique (partis et alliances)                   | Candidat Étiquette politique (partis et alliances)                      | Voix                      | % des exprimés            | Voix                     | % des exprimés           |
|                                                                      |                                                                         |                           |                           |                          |                          |
|                                                                      | Nadia Essayan Mouvement démocrate (La République en marche)             | 10 794                    | 33,26                     | 14 366                   | 52,57                    |
|                                                                      | Nicolas Sansu (député sortant) Parti communiste français                | 7 919                     | 24,40                     | 12 961                   | 47,43                    |
|                                                                      | Martine Raimbault Front national                                        | 5 328                     | 16,42                     |                          |                          |
|                                                                      | Sophie Bertrand Les Républicains (Union des démocrates et indépendants) | 4 471                     | 13,78                     |                          |                          |
|                                                                      | Agnès Sinsoulier-Bigot Parti socialiste                                 | 1 216                     | 3,75                      |                          |                          |
|                                                                      | Marie-Thérèse Petit Europe Écologie Les Verts                           | 974                       | 3,00                      |                          |                          |
|                                                                      | Richard Carton Divers                                                   | 625                       | 1,93                      |                          |                          |
|                                                                      | Régis Robin Lutte ouvrière                                              | 520                       | 1,60                      |                          |                          |
|                                                                      | Charly Perragin Divers                                                  | 374                       | 1,15                      |                          |                          |
|                                                                      | Carole Sicot Divers (Union populaire républicaine)                      | 234                       | 0,72                      |                          |                          |
| Source : Ministère de l'Intérieur - Deuxième circonscription du Cher |                                                                         |                           |                           |                          |                          |

#### Troisième circonscription
Député sortant : Yann Galut (Parti socialiste).
|                                                                       |                                                      |                           |                           |                          |                          |
|                                                                       |                                                      | Premier tour 11 juin 2017 | Premier tour 11 juin 2017 | Second tour 18 juin 2017 | Second tour 18 juin 2017 |
|                                                                       |                                                      |                           |                           |                          |                          |
|                                                                       |                                                      | Nombre                    | % des inscrits            | Nombre                   | % des inscrits           |
| Inscrits                                                              | Inscrits                                             | 86 181                    | 100,00                    | 86 156                   | 100,00                   |
| Abstentions                                                           | Abstentions                                          | 42 957                    | 49,85                     | 46 889                   | 54,42                    |
| Votants                                                               | Votants                                              | 43 224                    | 50,15                     | 39 267                   | 45,58                    |
|                                                                       |                                                      |                           | % des votants             |                          | % des votants            |
| Bulletins blancs                                                      | Bulletins blancs                                     | 1 056                     | 2,44                      | 3 061                    | 7,80                     |
| Bulletins nuls                                                        | Bulletins nuls                                       | 340                       | 0,79                      | 1 296                    | 3,30                     |
| Suffrages exprimés                                                    | Suffrages exprimés                                   | 41 828                    | 96,77                     | 34 910                   | 88,90                    |
|                                                                       |                                                      |                           |                           |                          |                          |
| Candidat Étiquette politique (partis et alliances)                    | Candidat Étiquette politique (partis et alliances)   | Voix                      | % des exprimés            | Voix                     | % des exprimés           |
|                                                                       |                                                      |                           |                           |                          |                          |
|                                                                       | Loïc Kervran La République en marche                 | 13 703                    | 32,76                     | 17 775                   | 50,92                    |
|                                                                       | Yann Galut (député sortant) Parti socialiste         | 8 120                     | 19,41                     | 17 135                   | 49,08                    |
|                                                                       | Jordan Le Goïc Front national                        | 6 534                     | 15,62                     |                          |                          |
|                                                                       | Jean Riffet La France insoumise                      | 4 140                     | 9,90                      |                          |                          |
|                                                                       | Olivier Beatrix Union des démocrates et indépendants | 3 504                     | 8,38                      |                          |                          |
|                                                                       | Magali Bessard Parti communiste français             | 1 392                     | 3,33                      |                          |                          |
|                                                                       | Samuel Vaisson Divers                                | 1 358                     | 3,25                      |                          |                          |
|                                                                       | Éric Thévenin Debout la France                       | 1 222                     | 2,92                      |                          |                          |
|                                                                       | Catherine Menguy Europe Écologie Les Verts           | 954                       | 2,28                      |                          |                          |
|                                                                       | Alain Rodric Divers (Union populaire républicaine)   | 466                       | 1,11                      |                          |                          |
|                                                                       | Éric Bellet Lutte ouvrière                           | 267                       | 0,64                      |                          |                          |
|                                                                       | Louis Cosyns Les Républicains                        | 168                       | 0,40                      |                          |                          |
| Source : Ministère de l'Intérieur - Troisième circonscription du Cher |                                                      |                           |                           |                          |                          |